# Hans-Joachim Wolf
Hans-Joachim Wolf (ur. 8 sierpnia 1947 w Berlinie; zm. 26 listopada 1964 tamże) – ofiara śmiertelna Muru Berlińskiego, zastrzelona przez żołnierzy wojsk granicznych NRD podczas próby ucieczki do Berlina Zachodniego. 

## Życiorys
Hans-Joachim Wolf dorastał we wschodnioberlińskiej dzielnicy Friedrichshain. Po ukończeniu szkoły w 1964 r., we wrześniu tego samego roku rozpoczął szkolenie zawodowe w zakładach produkcji kabli mieszczących się w okręgu Köpenick. Właściwego kierunku zawodowego – szkolenia do zawodu fachowca w dziedzinie łączności i urządzeń radiowych – nie mógł podjąć z powodu niedostatecznego zaangażowania w organizacjach młodzieżowych NRD. 9 grudnia 1963 r. podjął pierwszą próbę ucieczki na Zachód. Zostając złapanym w jednym z wagonów składu na dworcu granicznym Berlin Friedrichstraße, przyznał, jakoby przez pomyłkę wsiadł do niewłaściwego pociągu. Niniejsza próba ucieczki odbyła się bez jakichkolwiek konsekwencji. 

## Okoliczności ucieczki
25 listopada 1964 r., zamiast udać się do miejsca pracy, pojechał do Hotelu Aldon, w którym wcześniej wynajął pokój. W zabranej ze sobą aktówce miał linę, przy której pomocy przypuszczalnie planował opuszczenie się z okna hotelowego pokoju i pokonanie umocnień granicznych w rejonie Bramy Brandenburskiej. Następnego ranka porzucił jednak ten plan, udając się na Alexanderplatz, gdzie zamknął swoją aktówkę w jednej z szafek na bagaż, po czym pojechał do dzielnicy Treptow. Około godziny 18:30 pokonał mierzący 2,5 metra wysokości płot z drutu kolczastego i wskoczył do wody Britzer Zweigkanal, płynąc w kierunku Berlina Zachodniego. Dwóch żołnierzy straży granicznej odkryło go, rozpoczynając niezwłocznie ostrzał, wskutek czego jedna spośród wystrzelonych łącznie 61 kul trafiła śmiertelnie uciekiniera w górną część ciała.   
Strzały słyszalne były także po stronie zachodniej, przez co pełniący tam służbę policjanci zamknęli przejście graniczne przy ulicy Sonnenallee. Dzień po zaistniałych wydarzeniach zachodnioberlińska prasa poinformowała o nieznanej z imienia ofierze. Po zjednoczeniu Niemiec berlińska prokuratura wszczęła śledztwo przeciwko obydwu strzelającym żołnierzom. Odbywający się w związku ze sprawą proces zakończył się we wrześniu 1996 r. skazaniem jednego z winnych na karę 16 miesięcy pozbawienia wolności w zawieszeniu. Drugi ze strzelających żołnierzy zmarł krótko przed zakończeniem procesu. 